# Bajonett på!
Bajonett på! (engelska: Fixed Bayonets!) är en amerikansk krigsfilm från 1951 i regi av Samuel Fuller.

## Handling
Under Koreakriget dödas korpral Dennos överordnade en efter en tills han själv tvingas ta befälet över sin pluton.

## Rollista i urval
- Richard Basehart - korpral Denno
- Gene Evans - sergeant Rock
- Michael O'Shea - sergeant Lonergan
- Richard Hylton - sjukvårdare John Wheeler
- Craig Hill - löjtnant Gibbs
- Skip Homeier - Whitey
- James Dean - Doggie (ej krediterad)